# Fred Evans
Freddie William Evans –conocido como Fred Evans– (Cardiff, 4 de febrero de 1991) es un deportista británico que compitió por Galés en boxeo.
Participó en los Juegos Olímpicos de Londres 2012, obteniendo una medalla de plata en el peso wélter. Ganó una medalla de oro en el Campeonato Europeo de Boxeo Aficionado de 2011, en el mismo peso.
Fue profesional entre 2017 y 2020, disputando en total ocho peleas, con un registro de siete victorias y una derrota.

## Palmarés internacional
| Representando a Reino Unido |                       |                  |           |
| Juegos Olímpicos            |                       |                  |           |
| Año                         | Lugar                 | Medalla          | Categoría |
| 2012                        | Londres (Reino Unido) | Medalla de plata | 69 kg     |
| Representando a Gales       |                       |                  |           |
| Campeonato Europeo          |                       |                  |           |
| Año                         | Lugar                 | Medalla          | Categoría |
| 2011                        | Ankara (Turquía)      | Medalla de oro   | 69 kg     |